# Christian Burkiczak
Christian Burkiczak (* 9. August 1975 in Düsseldorf) ist ein deutscher Jurist. Er ist seit dem 1. Januar 2020 Richter am Bundessozialgericht.

## Leben
Burkiczak war 1995/1996 Vorsitzender der Schüler Union und 1998–2000 stellvertretender Landesvorsitzender der Jungen Union (JU) in Nordrhein-Westfalen. Nach dem Abitur am Humboldt-Gymnasium in Düsseldorf und dem Wehrdienst studierte er an der Universität zu Köln Rechtswissenschaften. Das Erste juristische Staatsexamen legte er 2002 ab. Anschließend war er wissenschaftlicher Mitarbeiter am Institut für Staatsrecht der Universität zu Köln. Im Jahr 2005 erfolgte die Promotion. Das Zweite juristische Staatsexamen legte er 2006 ab und nahm seine Tätigkeit als Richter in der Justiz des Landes Baden-Württemberg auf. Von 2009 bis 2013 war er als wissenschaftlicher Mitarbeiter an das Bundesverfassungsgericht abgeordnet. Von 2013 bis 2014 war er am Sozialgericht Karlsruhe tätig. Anschließend erfolgte die Abordnung an das Landessozialgericht Baden-Württemberg und 2016 die Ernennung zum Richter am Landessozialgericht. Am 5. Juli 2018 wurde er vom Richterwahlausschuss zum Richter am Bundessozialgericht gewählt und am 20. November 2019 mit Wirkung zum 1. Januar 2020 zum Richter am Bundessozialgericht ernannt.
Burkiczak ist Mitherausgeber bzw. Mitautor von Kommentaren zum Bundesverfassungsgerichtsgesetz, zum Grundgesetz, zum Sozialgerichtsgesetz, zum Sozialverfahrensrecht und zum materiellen Sozialrecht. Er war ab dem 1. Januar 2020 dem 4./11. Senat des Bundessozialgerichts (Arbeitslosenversicherung und Grundsicherung für Arbeitsuchende) und ist seit dem 1. Januar 2024 nur noch dem 4. Senat (Grundsicherung für Arbeitsuchende) zugewiesen.